# Eupithecia carnea
Eupithecia carnea là một loài bướm đêm trong họ Geometridae.